# Rue Théodule-Ribot
La rue Théodule-Ribot est une voie du 17e arrondissement de Paris, en France.

## Situation et accès
La rue Théodule Ribot est une voie publique située dans le 17e arrondissement de Paris. Elle débute au 106, boulevard de Courcelles et se termine au 72, avenue de Wagram.
Le quartier est desservi par la ligne 2 à la station Courcelles.

## Origine du nom

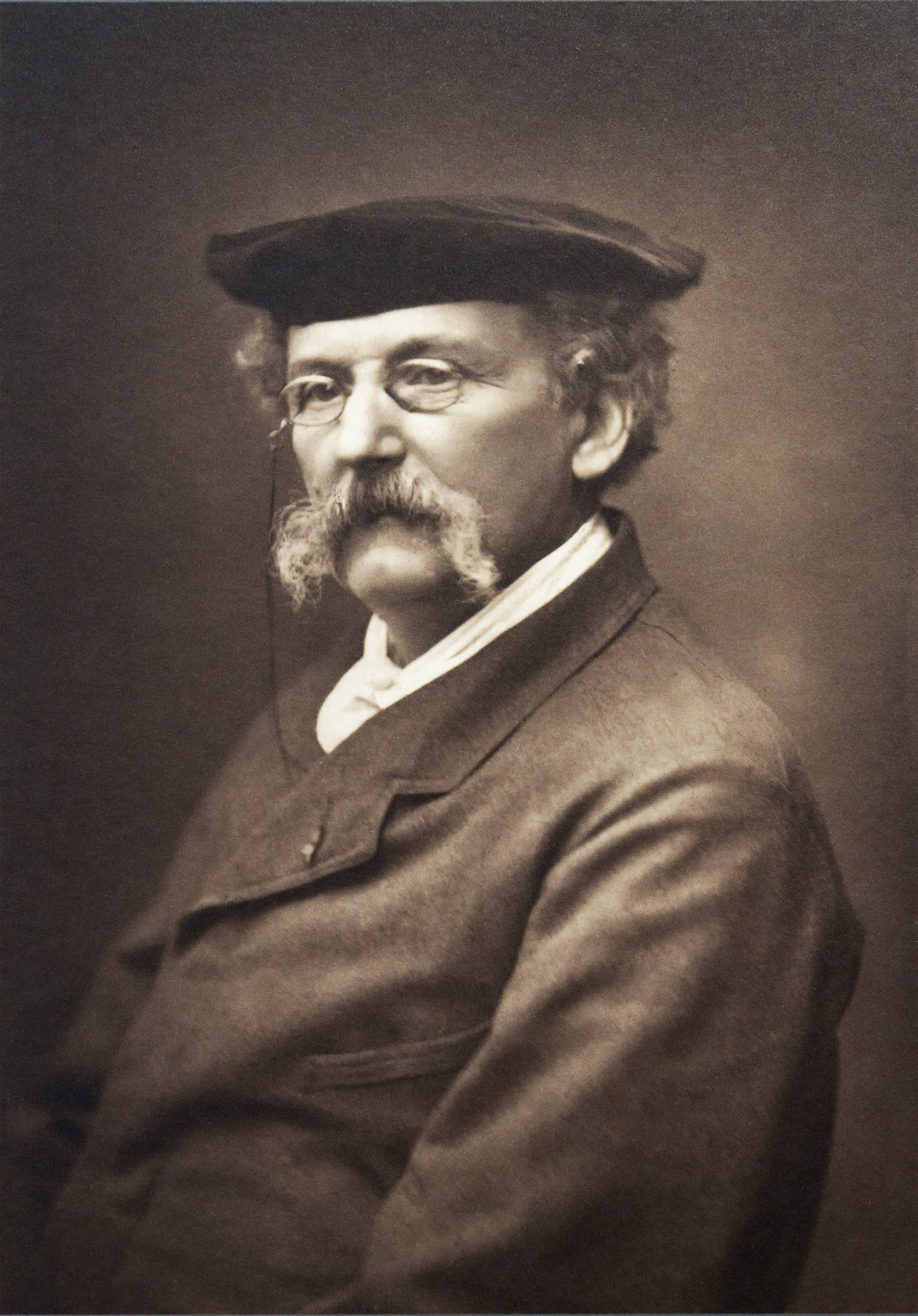
Théodule Ribot.

Elle tient son nom d'Augustin Théodule Ribot (1823-1891), peintre et graveur.

## Historique

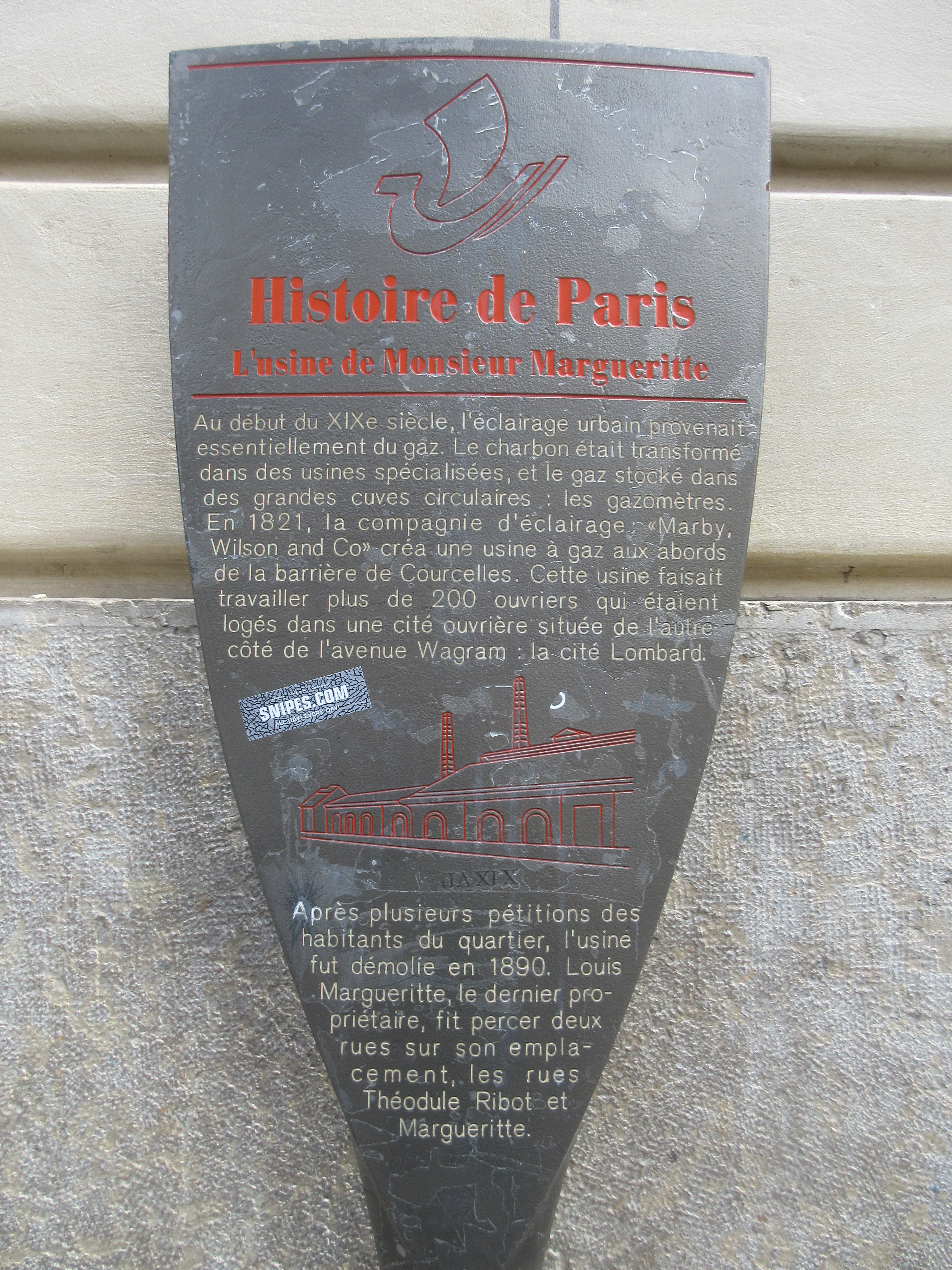
Panneau Histoire de Paris
« L'Usine de Monsieur Margueritte »

Cette voie est ouverte en 1892, comme la rue Margueritte, par la Compagnie du gaz sur l'emplacement de la grande usine de production de gaz de Monceau située près de la barrière de Courcelles. 
Elle prend sa dénomination actuelle par un arrêté du 26 décembre 1893 et est classée dans la voirie parisienne par un  décret du 8 janvier 1894.

## Bâtiments remarquables et lieux de mémoire
- No 6 : immeuble construit par l’architecte G. Farcy en 1899, signé en façade.
- No 10 : immeuble construit par l’architecte Hanotiaux en 1896, signé en façade ; ambassade d'Haïti en France.
- No 12 : immeuble construit par l’architecte J. Lamiral en 1904, signé en façade.